# Persone di nome Álvaro/Calciatori
| Questa pagina contiene informazioni ricavate automaticamente dalle voci biografiche con l'ausilio del template Bio e di un bot. L'aggiornamento è periodico e automatico e ricostruisce completamente la pagina. Se manca una persona in questa lista, sei pregato di non aggiungerla, ma accertati piuttosto che la sua voce biografica contenga il template Bio e che i dati anagrafici siano correttamente compilati. Se il template Bio manca, inseriscilo tu stesso o, in alternativa, metti l'avviso {{tmp\|Bio}} che ne segnala la mancanza. Se i dati riportati sono sbagliati, correggi direttamente la voce biografica; le modifiche saranno visibili in questa lista entro pochi giorni. Per chiarimenti vedi il progetto antroponimi. La lista contiene solo le 81 persone che sono citate nell'enciclopedia e per le quali è stato implementato correttamente il template Bio. Pagina aggiornata al 16 ott 2024. |

Questa è una lista di persone presenti nell'enciclopedia che hanno il nome Álvaro e sono calciatori.

## A(6)
- Álvaro Aguado, calciatore spagnolo (Jaén, n. 1996)
- Álvaro Ampuero, calciatore peruviano (Lima, n. 1992)
- Álvaro Angulo, calciatore colombiano (Tumaco, n. 1997)
- Álvaro Antón, calciatore spagnolo (Pinilla de los Barruecos, n. 1983)
- Maximiliano Arias, ex calciatore uruguaiano (Montevideo, n. 1988)
- Álvaro Arroyo, ex calciatore spagnolo (Madrid, n. 1988)

## B(6)
- Álvaro Baigorri, ex calciatore spagnolo (Madrid, n. 1983)
- Álvaro Barreal, calciatore argentino (Buenos Aires, n. 2000)
- Álvaro Bastida, calciatore spagnolo (Chiclana de la Frontera, n. 2004)
- Álvaro Bely, calciatore argentino (Córdoba, n. 1994)
- Moisés Brandán, calciatore argentino (San Salvador de Jujuy, n. 2000)
- Álvaro Brun, calciatore uruguaiano (Montevideo, n. 1987)

## C(5)
- Álvaro Calustro, ex calciatore boliviano (Cochabamba, n. 1974)
- Álvaro Campuzano, calciatore paraguaiano (Eusebio Ayala, n. 1995)
- Álvaro Cardoso, calciatore e allenatore di calcio portoghese (Setúbal, n. 1914 - † 2004)
- Álvaro Cejudo, ex calciatore spagnolo (Cordova, n. 1984)
- Juan Cruz, calciatore spagnolo (Madrid, n. 1992)

## D(5)
- Álvaro Luiz Maior de Aquino, ex calciatore brasiliano (Mariápolis, n. 1977)
- Álvaro Djaló, calciatore spagnolo (Madrid, n. 1999)
- Álvaro José Domínguez, ex calciatore colombiano (El Cerrito, n. 1981)
- Álvaro Domínguez Soto, ex calciatore spagnolo (Madrid, n. 1989)
- Aldo Duscher, ex calciatore argentino (Esquel, n. 1979)

## F(6)
- Alvarinho, calciatore portoghese (Faro, n. 1990)
- Álvaro Fernández, ex calciatore uruguaiano (Montevideo, n. 1985)
- Álvaro Nahuel Fernández, calciatore uruguaiano (Montevideo, n. 1998)
- Álvaro Fernández, calciatore spagnolo (Ferrol, n. 2003)
- Álvaro Fernández Llorente, calciatore spagnolo (Arnedo, n. 1998)
- Álvaro Fidalgo, calciatore spagnolo (Siero, n. 1997)

## G(9)
- Álvaro García Rivera, calciatore spagnolo (Utrera, n. 1992)
- Álvaro García Cantó, calciatore spagnolo (La Romana, n. 1986)
- Nicolás García, calciatore uruguaiano (Lascano, n. 2000)
- Gaspar Pinto, calciatore portoghese (n. 1912 - † 1969)
- Álvaro Gestido, calciatore uruguaiano (Montevideo, n. 1907 - Santa Clara del Olimar, † 1957)
- Álvaro Giménez, calciatore spagnolo (Elche, n. 1991)
- Álvaro González Soberón, calciatore spagnolo (Potes, n. 1990)
- Álvaro González, ex calciatore uruguaiano (Montevideo, n. 1984)
- Álvaro Gracés, calciatore uruguaiano (Artigas, n. 2001)

## J(1)
- Álvaro Jiménez, calciatore spagnolo (Cordova, n. 1995)

## L(4)
- Agustín Lagos, calciatore argentino (La Cañada, n. 2001)
- Álvaro Lemos, calciatore spagnolo (Santiago di Compostela, n. 1993)
- Nariz, calciatore brasiliano (Uberaba, n. 1912 - † 1984)
- Álvaro Ratón, calciatore spagnolo (O Carballiño, n. 1993)

## M(8)
- Álvaro Medrán, calciatore spagnolo (Dos Torres, n. 1994)
- Álvaro Mejía Pérez, ex calciatore spagnolo (Madrid, n. 1982)
- Álvaro Mesén, ex calciatore costaricano (Alajuela, n. 1972)
- Álvaro Montero, calciatore colombiano (El Molino, n. 1995)
- Álvaro Montoro, calciatore argentino (Concepción, n. 2007)
- Álvaro Morata, calciatore spagnolo (Madrid, n. 1992)
- Santiago Mouriño, calciatore uruguaiano (Montevideo, n. 2002)
- Álvaro Muñoz, ex calciatore colombiano (Cali, n. 1954)

## N(5)
- Álvaro Navarro, ex calciatore uruguaiano (Tacuarembó, n. 1985)
- Álvaro Negredo, calciatore spagnolo (Madrid, n. 1985)
- Álvaro Novo, ex calciatore spagnolo (Cordova, n. 1978)
- Álvaro Núñez, ex calciatore uruguaiano (Rivera, n. 1973)
- Francisco Nájera, ex calciatore colombiano (Bogotà, n. 1983)

## O(3)
- Álvaro Odriozola, calciatore spagnolo (San Sebastián, n. 1995)
- Álvaro Ormeño, ex calciatore cileno (Santiago, n. 1979)
- Álvaro Ortiz, ex calciatore messicano (Città del Messico, n. 1978)

## P(6)
- Álvaro Peña, ex calciatore boliviano (Santa Cruz de la Sierra, n. 1965)
- Álvaro Peña Herrero, calciatore spagnolo (Bilbao, n. 1991)
- Álvaro Enrique Peña Montero, ex calciatore uruguaiano (Montevideo, n. 1989)
- Álvaro Pereira, calciatore portoghese (n. 1904)
- Álvaro Pina, calciatore portoghese (n. 1906 - † 1985)
- Álvaro Pintos, ex calciatore uruguaiano (Montevideo, n. 1977)

## R(6)
- Álvaro Brachi, ex calciatore spagnolo (Barcellona, n. 1986)
- Álvaro Ramos, calciatore cileno (Iquique, n. 1992)
- Álvaro Rey, calciatore spagnolo (Siviglia, n. 1989)
- Álvaro Rodríguez, calciatore uruguaiano (Palamós, n. 2004)
- Álvaro Rodríguez Pérez, calciatore spagnolo (Leganés, n. 1994)
- Álvaro Rodríguez Ros, calciatore e allenatore di calcio spagnolo (Ujo, n. 1936 - Huércal-Overa, † 2018)

## S(6)
- Álvaro Saborío, ex calciatore costaricano (Ciudad Quesada, n. 1982)
- Álvaro Salazar, calciatore cileno (Linares, n. 1993)
- Álvaro Sánchez, calciatore costaricano (Ciudad Quesada, n. 1984)
- Álvaro Sanz, calciatore spagnolo (Caspe, n. 2001)
- Álvaro Sarabia, ex calciatore cileno (Santiago del Cile, n. 1978)
- Álvaro Silva, calciatore spagnolo (Andújar, n. 1984)

## T(1)
- Álvaro Tejero, calciatore spagnolo (Madrid, n. 1996)

## V(3)
- Álvaro Vadillo, calciatore spagnolo (Puerto Real, n. 1994)
- Álvaro Valles, calciatore spagnolo (La Rinconada, n. 1997)
- Álvaro Vázquez, calciatore spagnolo (Badalona, n. 1991)

## Z(1)
- Álvaro Zamora, calciatore costaricano (San José, n. 2002)